# Sam Hird
Adrian Samuel Hird (Doncaster, 7 settembre 1987) è un ex calciatore inglese, di ruolo difensore.

## Carriera
Ha giocato complessivamente 136 partite (con anche un gol segnato) nella seconda divisione inglese, tutte con la maglia del Doncaster e tutte comprese tra il 2008 ed il 2012.

## Palmarès

### Club

#### Competizioni nazionali
- Football League Trophy: 1

Doncaster: 2006-2007
- Campionato inglese di quarta divisione: 1

Chesterfield: 2013-2014
- National League: 1

Barrow: 2019-2020